# Célébration de but

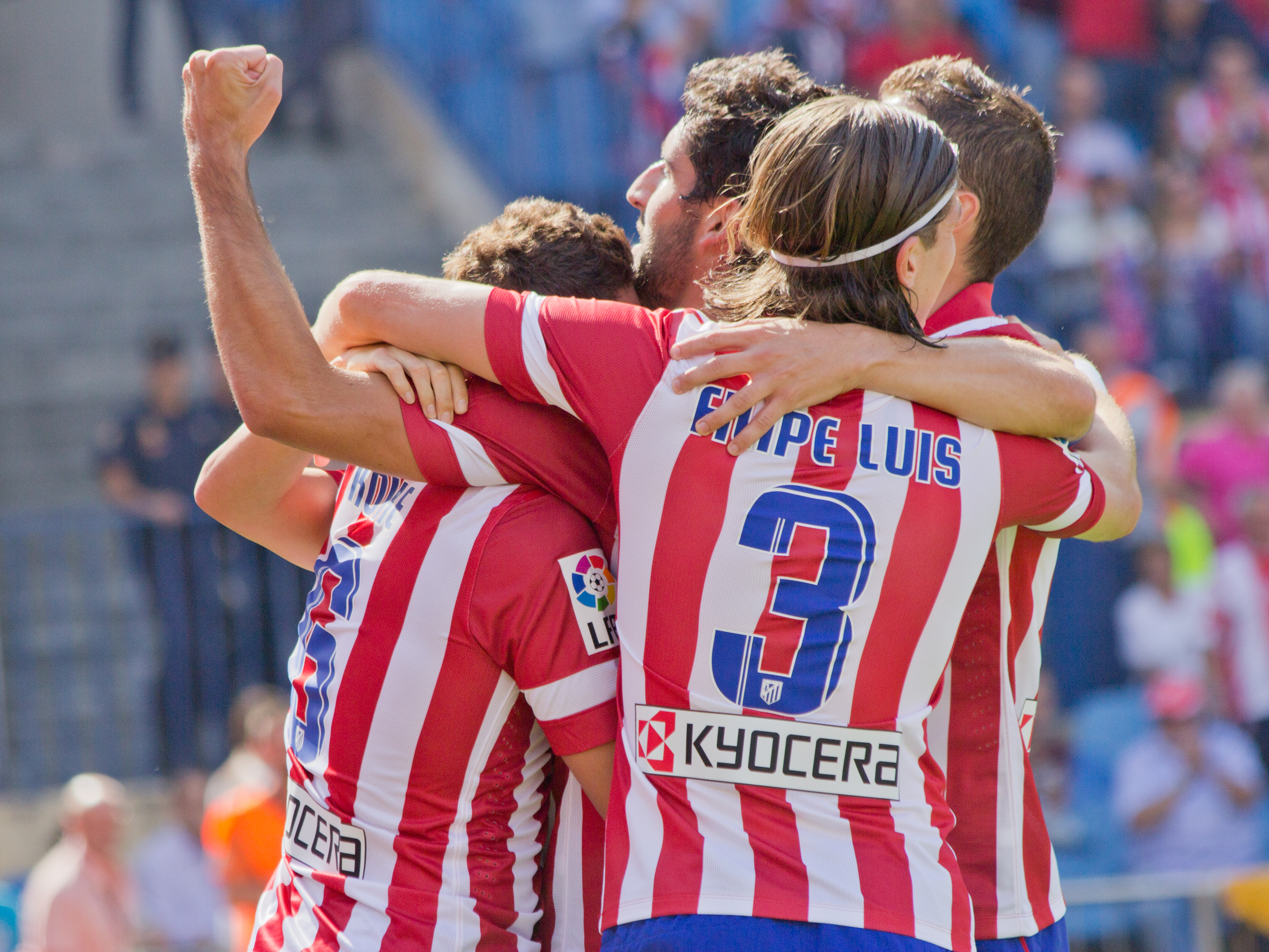
Les joueurs de l'Atlético Madrid célébrant un but par un regroupement.

Dans certains sports comme le football, la célébration de but est la pratique consistant à célébrer le fait d'avoir marqué un but. La célébration est normalement effectuée par le buteur et peut impliquer ses coéquipiers, voire les supporteurs de l'équipe.
Tout en faisant référence à la célébration d'un but en général, le terme peut également s'appliquer à des actions spécifiques, telles qu'un joueur retirant son maillot ou effectuant un saut périlleux.
De nombreuses célébrations de but mémorables ont été immortalisées, en statue, publicités, timbres-poste ou autre.

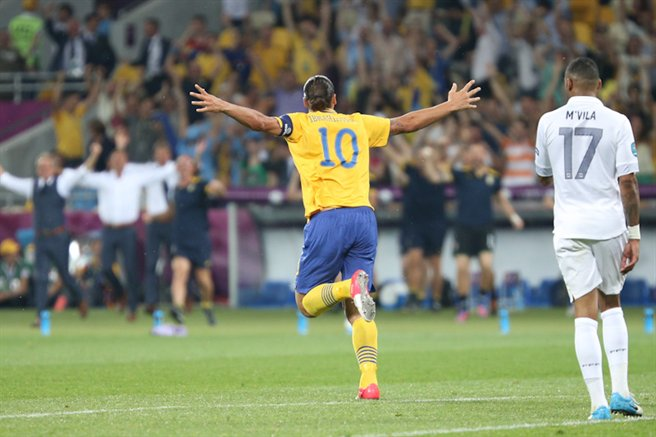
Zlatan Ibrahimović célébrant un but avec les bras en l'air.
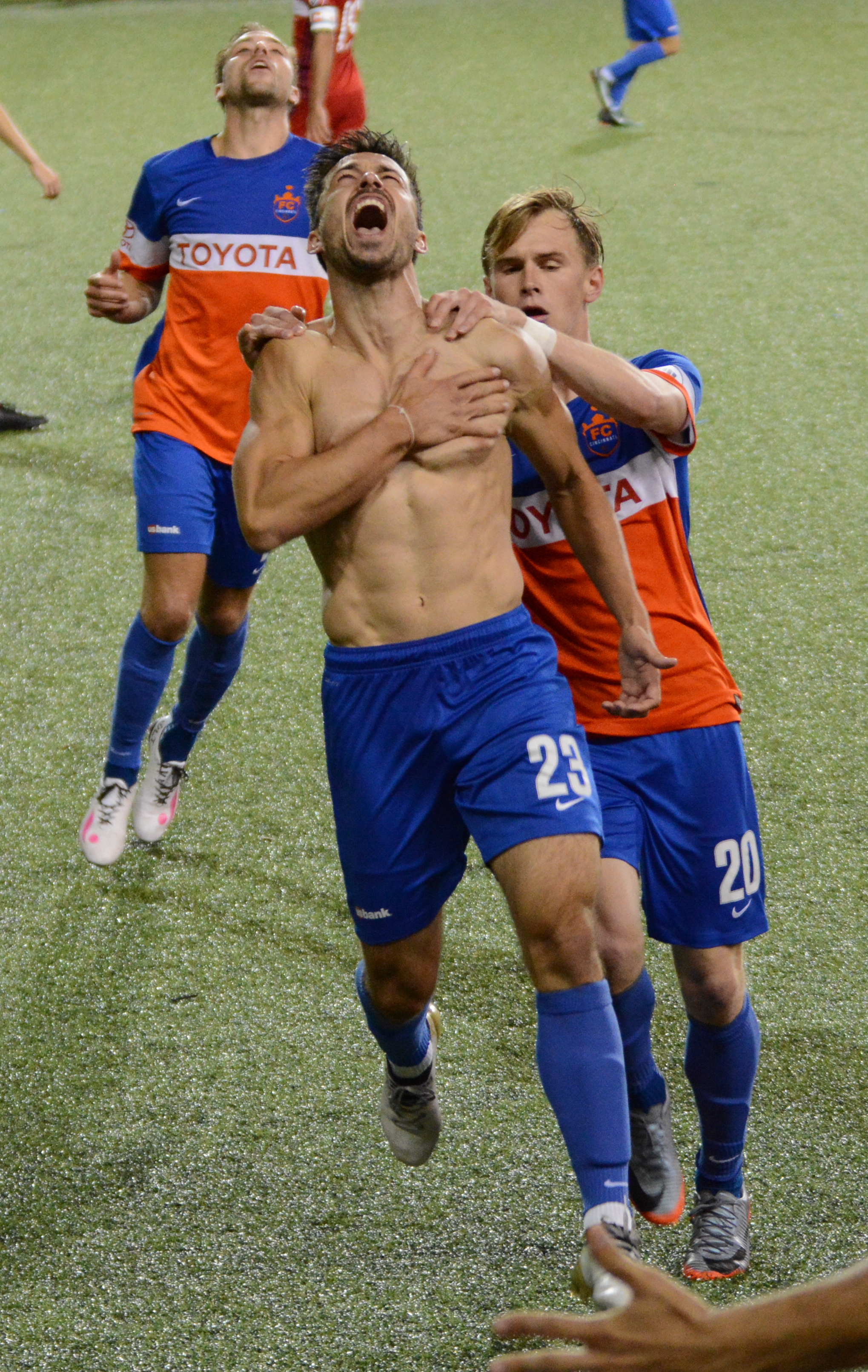
Andrew Wiedeman célébrant un but avec le retrait de son maillot.
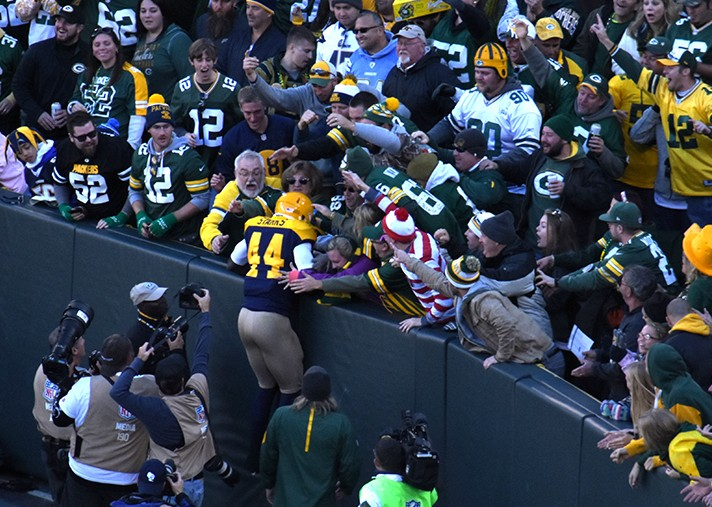
James Starks célébrant un touchdown avec un Lambeau Leap (dénomination spécifique d'un saut dans les supporteurs de l'équipe des Packers de Green Bay à domicile.
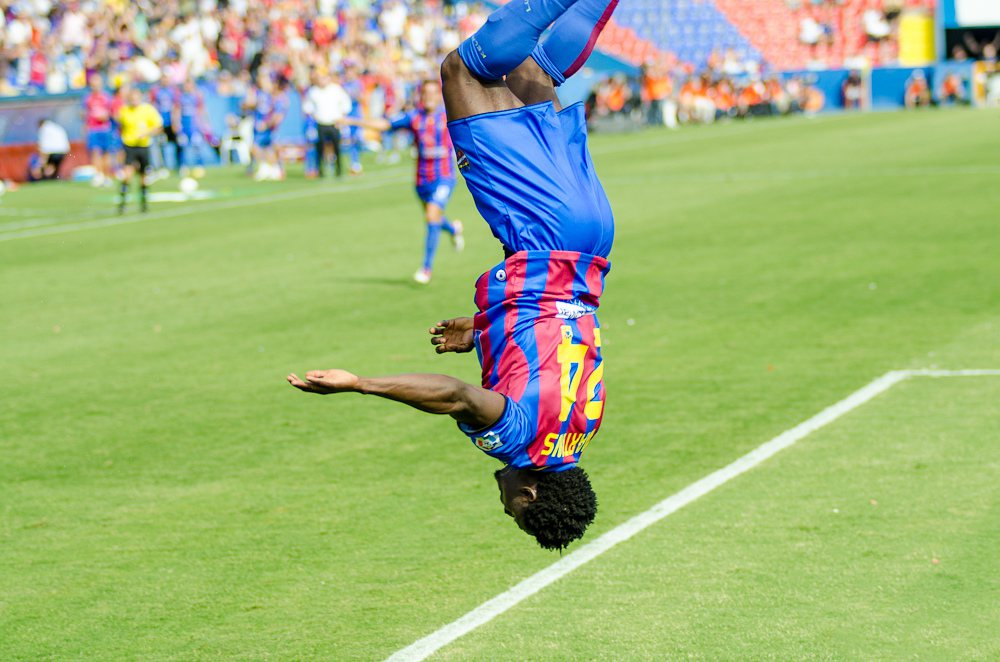
Obafemi Martins célébrant un but avec un saut périlleux.
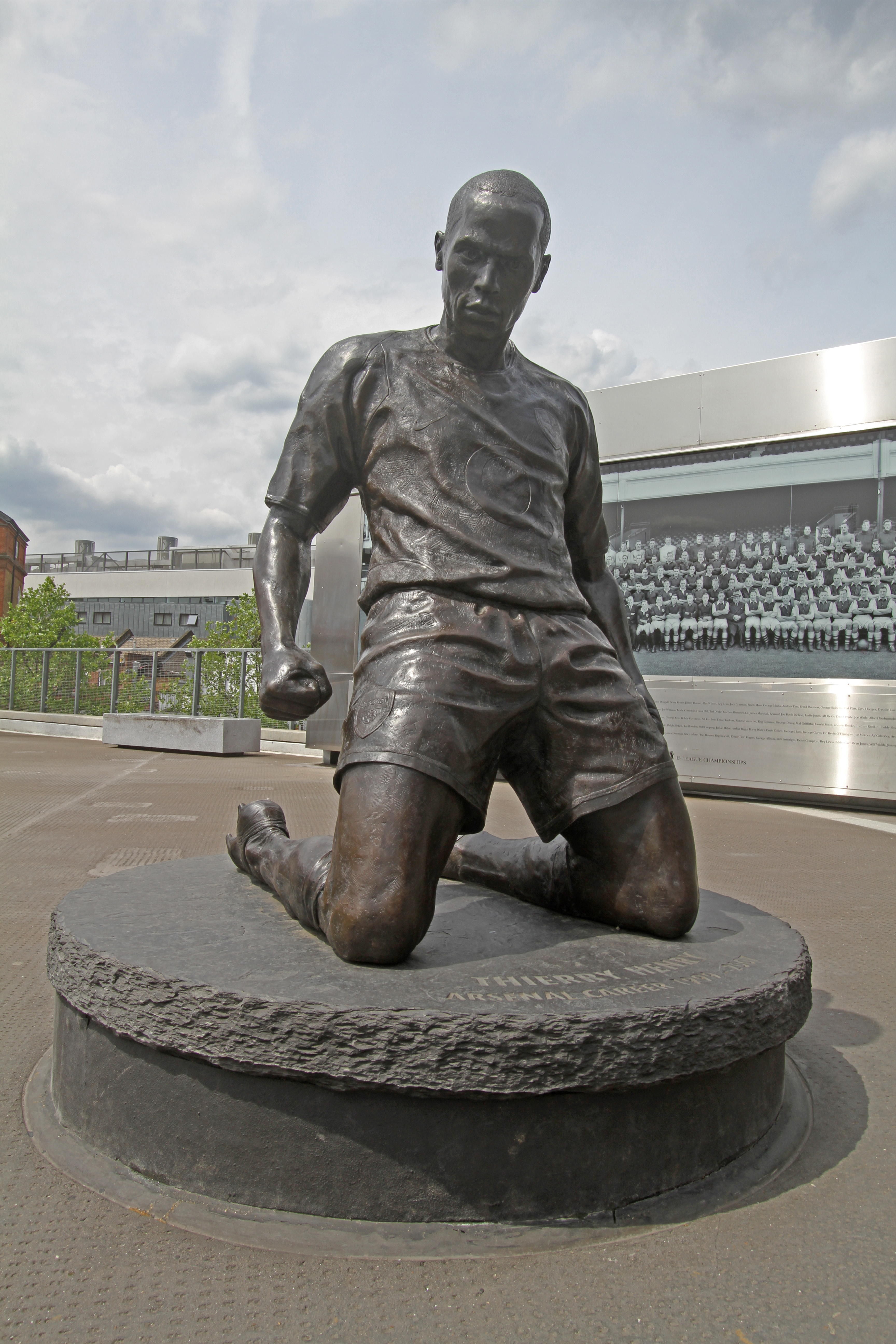
Statue de Thierry Henry célébrant un but devant l'Emirates Stadium.

## Musiques de célébrations
Un chant de but, ou musique de célébration de but, est un court morceau de musique joué dans des sports comme le football ou le hockey sur glace après un but. Une sirène retentit parfois avant la diffusion de la chanson, notamment en Ligue nationale de hockey (LNH).
Par exemple, « Samba de Janeiro » de Bellini a été utilisée comme chanson de but lors de l'Euro 2008. « Jump » de Van Halen est jouée chaque fois que l'AC Milan marque un but à San Siro.
Au hockey sur glace, l'utilisation de chansons de but est très courante. Avant 2012, un but des Canadiens de Montréal de la LNH, à domicile, était suivi de « Vertigo » de U2. Les Blackhawks de Chicago jouent « Chelsea Dagger » des Fratellis après chaque but à domicile.

## Football américain
Au football américain, les célébrations de touchdown sont parfois organisées après un touchdown. Les célébrations individuelles sont devenues de plus en plus complexes au fil du temps, du simple smash des décennies passées aux démonstrations chorégraphiées d'aujourd'hui.

### Football américain en NFL
Les provocations et les célébrations sont des infractions dans la National Football League (NFL) ; par conséquent, les démonstrations ostentatoires sont souvent mal vues. Si la ligue considère l'acte comme très offensant, de lourdes amendes, voire des suspensions, peuvent être prononcées. En 2006, la NFL, afin de réduire les célébrations, a modifié son règlement pour inclure une pénalité automatique de 15 yards contre tout joueur quittant ses pieds ou utilisant un accessoire, comme une serviette, le poteau de but ou la base du poteau, ou plus précisément le ballon de football américain.

### Football américain en NCAA
Le football universitaire, régi par la NCAA, sanctionne également les célébrations excessives par une pénalité de 15 yards. La NCAA Football Rule interdit « tout acte retardé, excessif, prolongé ou chorégraphié par lequel un joueur (ou des joueurs) tente(nt) de focaliser l'attention sur lui-même » ; de plus, la règle stipule qu'« après un point ou toute autre action, le joueur en possession du ballon doit immédiatement le rendre à un arbitre ou le laisser près du point mort. » Si les actions d'un joueur sont considérées comme une « conduite antisportive », le résultat est une faute de balle morte ; une faute de « conduite antisportive flagrante » entraîne l'expulsion du joueur. Si un acte non lié au football (par exemple, une provocation ou un juron) d'un joueur entraîne une riposte physique de la part d'un adversaire, il s'agit d'une bagarre et les deux joueurs sont expulsés.

## Cas de célébrations de but célèbres

### Célébrations communes
Beaucoup de célébrations sont effectués par certains footballeurs car ils la trouvent comme favorite.
- Bras croisés : Célébration de l'attaquant français Kylian Mbappé.
- Cœur : Célébration du footballeur argentin Ángel Di María.
- Enlever son maillot : Consiste à enlever son maillot et célébrer son but torse nu, désormais puni d'un carton jaune.
- Fusil : Célébration de l'Argentin Gabriel Batistuta et l'Uruguayen Edinson Cavani[6].
- Glisser sur ses genoux : Célébrations de l'international ivoirien Didier Drogba et du belge Eden Hazard[7].
- Panthère : Célébration du footballeur français Bafétimbi Gomis.
- Saut périlleux : Ce type de célébration est dangereux, il est parfois effectué pour célébrer un but, cela a couté la vie à Peter Biaksangzuala en octobre 2014.
- Sauter dans la foule : Consiste à aller se diriger vers ses propres supporters, cela se déroule généralement dans les toutes dernières minutes comme but de la délivrance, lors de la demi-finale retour des barrages d'accession du championnat anglais de deuxième division en 2013, l'attaquant anglais de Watford, Troy Deeney a marqué dans les toutes dernières minutes (en) après que le gardien de but espagnol Manuel Almunia a sauvé le pénalty de l'attaquant français de Leicester Anthony Knockaert, qui avait lui-même obtenu le penalty, et un rebond, Watford est parti en contre-attaque dans le camp adverse, et Deeney, sur une passe décisive de Jonathan Hogg, a marqué le but de la victoire à la 7e du temps additionnel. Deeney a célébré son but en enlevant son maillot et en sautant dans la foule. Les supporters des Hornets ont envahi le terrain après ce scénario improbable (victoire 3-1). Cependant Watford perdra la finale de barrages d'accession en Premier League contre Crystal Palace un but à zéro[8].

### Célébrations connues
Certaines de ces célébrations de but sont considérées comme historiques et sont parfois devenus des mèmes, cette liste présente des footballeurs ayant effectué ces célébrations.
- Le 22 juin 1986, lors du quart de finale Angleterre-Argentine de la Coupe du monde de football 1986, après une première mi-temps vierge, Diego Maradona inscrit deux buts historiques, d'abord à la 51e minute où il marque un but de la main (la Main de dieu), but qui est accepté, cinq minutes plus tard, Cuciuffo récupère le ballon après une attaque anglaise et fait une passe à Enrique qui, avant le départ de Beardsley, donne le ballon à Maradona qui par la suite dribblera six joueurs anglais dont le gardien de but Peter Shilton avant de marquer, ce deuxième but argentin entraînera la folle réaction du journaliste et commentateur uruguayen Víctor Hugo Morales, malgré la réduction du score par l'anglais Gary Lineker, le score finit en faveur des argentins deux buts à un.
- Le 22 juin 1994, lors d'un match de poule de la Coupe du monde de football 1994 entre le Brésil et le Cameroun, le brésilien Bebeto célèbrera son but en mimant de bercer un enfant. La réalisation lors du direct manquera la célébration, mais le 9 juillet en quart de finale contre les Pays-Bas, l'attaquant remettra ça sous les yeux des caméras du monde entier qui cette fois ne la manqueront pas. Alors que sa femme vient de mettre au monde son troisième enfant (le 7 juillet), Bebeto devient célèbre dans le monde entier : courant vers la ligne de touche, il joint ses bras pour bercer un bébé imaginaire. Ses coéquipiers Romário et Mazinho le rejoignent pour former ce qui est resté comme une image forte de l'histoire de la Coupe du monde. Cette célébration est toujours utilisée de nos jours par les footballeurs du monde entier pour annoncer leur future paternité.
- Trois footballeurs ont célébré leur but par une glissade mais se sont légèrement blessé comme Robbie Simpson (en) avec Coventry City lors d'un match de Championship en janvier 2009, Mathieu Valbuena avec l'Olympique de Marseille lors d'un match de Ligue 1 en novembre 2012[9] et Arjen Robben avec le club allemand du Bayern de Munich lors d'un match de Bundesliga contre l'Eintracht Brunswick le 30 novembre 2013[10].
- Le 14 mai 2012, alors que le Manchester City était mené deux buts à un par les Queens Park Rangers après 90 minutes de jeu, tout le monde savait que Manchester United avait gagné la Premier League, cependant l'international bosnien Edin Džeko permettait l'égalisation de City mais cela restait insuffisant mais deux minutes plus tard, l'international argentin Sergio Agüero marque un troisième but mémorable, par la suite il enlève son maillot et part célébrer son but en enlevant son maillot permettant ainsi de remporter de façon inattendue la Premier League, City s'était imposé six buts à un contre United à Old Trafford au match aller et un but à zéro à domicile au match retour[11].
- Un an plus tard, le 12 mai 2013, lors de la demi-finale retour des barrages d'accession du championnat anglais de deuxième division en 2013, l'attaquant anglais de Watford, Troy Deeney a marqué dans les toutes dernières minutes (en) après que le gardien de but espagnol Manuel Almunia a sauvé le pénalty de l'attaquant français de Leicester Anthony Knockaert, qui avait lui-même obtenu le penalty, et un rebond, Watford est parti en contre-attaque dans le camp adverse, et Deeney, sur une passe décisive de Jonathan Hogg, a marqué le but de la victoire à la 7e du temps additionnel. Deeney a célébré son but en enlevant son maillot et en sautant dans la foule. Les supporters des Hornets ont envahi le terrain après ce scénario improbable (victoire 3-1)[8]. Cependant Watford perdra la finale de barrages d'accession en Premier League contre Crystal Palace un but à zéro.
- Le 23 avril 2017, l'attaquant international argentin Lionel Messi marque le but de la victoire contre le Real Madrid (3-2) dans les ultimes instants, avant d'exhiber son maillot devant tous les supporteurs madrilènes, célébration mémorable qui fit le tour du monde. C'était son 500e but avec le FC Barcelone[12].
- Le 6 décembre 2020, Jamie Vardy qui porte les couleurs des Foxes est lui aussi devenu un mème, lors de la onzième journée du championnat anglais, Leicester affronte Sheffield United à l'extérieur, alors que le match s'achève sur un nul 1-1, James Maddison sert pour Jamie Vardy qui marque à la 90e minute, Vardy se dirige ensuite vers le poteau de corner et le détruit sauf que le drapeau était celui des LGBT, le score s'achève par une victoire des Foxes par le score de deux buts à un[13] Un autre cas similaire comme celui de l'international allemand et gardien de but Manuel Neuer et qui joue au Bayern de Munich a porté son brassard de capitaine mais qui était en arc-en-ciel (LGBT) alors que l'Allemagne allait affronté le Portugal dans le cadre de l'Euro 2020 (victoire 4-2), l'UEFA à alors ouvert une enquête contre Neuer.
- La victoire mémorable de Leicester City contre Chelsea le 15 mai 2021 en finale de la Coupe d'Angleterre qui remporte pour la première fois de son histoire la Coupe d'Angleterre grâce à un but de l'international belge Youri Tielemans[14],[15].

### Sanctions
- Lors de la demi-finale Boca Juniors-River Plate de la Copa Libertadores 2004, le joueur des Boca Juniors Carlos Tevez a été exclu du match pour avoir célébré un but par le biais du poulet (‘’Chicken celebration’’ en anglais), l’arbitre de la rencontre l’a exclu car il pensait que cette célébration était raciste.
- Durant trois matches de la saison 2005-2006 de la Série A italienne, en premier lors d'un derby face à l'AS Rome, le rival de toujours, Di Canio alors qu'il porte les couleurs de la Lazio Rome effectue un salut fasciste au public. Le geste est réitéré en décembre contre Livourne, puis la Juventus. Di Canio est puni de 10 000 euros d'amende et d'un match de suspension par la commission de discipline de la fédération italienne. Son club tente de prendre ses distances, en revendiquant son rejet de la politisation du football. À cette occasion le joueur déclare dans la presse : « Je suis fasciste, mais pas raciste. Je fais le salut romain pour saluer mes camarades et ceux qui partagent mes idées. Ce bras tendu n'est pas une incitation à la violence ou à la haine raciale. » Il effectue ainsi au cours de sa carrière plusieurs saluts fascistes[16]. Di Canio porte l'inscription « DVX » tatouée sur son bras, signifiant Duce en latin. Il obtiendra d'ailleurs le soutien de Alessandra Mussolini, petite fille de Benito Mussolini qui déclarera Comme ce salut romain me fait plaisir !.
- Ruud Van Nistelrooy qui joue avec les Néerlandais, a lors d'un match qualificatif en coupe du monde 2006 contre Andorre, raté son penalty, sauf qu'un joueur d'Andorre va le provoquer et a donné en ce résultat un nouveau coup franc qui sera marqué par Van Nistelrooy, il se vengera par d'ailleurs du joueur andorran qu'il l'a provoqué mais recevra un carton jaune[17].
- En novembre 2008, le footballeur anglais David Norris alors qu’il jouait à Ipswich Town a reçu une amende pour avoir célébré un but en faisant les menottes en hommage à Luke McCormick condamné à sept ans de prison pour avoir provoqué involontairement la mort de deux enfants alors que Luke était en état d’ivresse, son taux d’alcool était supérieur de deux fois la limite, mais d’autres footballeurs ont également célébré ce genre de but.
- Emmanuel Adebayor avait marqué un but alors qu'il portait les couleurs de Manchester City le 12 septembre 2009 contre Arsenal son ancien club, puis se dirige vers les supporters des Gunners pour aller fêter son but afin de les narguer. Il reçoit divers objets comme des tabourets, des sièges et des bouteilles en réponse à cette provocation, cette célébration sera punie d'un carton jaune.
- Le 17 mars 2013, la fédération hellénique de football a exclu « à vie » Giorgos Katidis de la sélection nationale, pour avoir, la veille, célébré un but en club par un salut nazi. D'après certains médias grecs, il aurait déclaré soutenir légalement le parti Aube dorée ; puis l'AEK Athènes, son club, aurait déclaré que le joueur, ayant vingt ans depuis quelques jours, était ignorant de la signification du geste et voulait s'attirer les faveurs des supporteurs[18].
- Le 28 décembre 2013, lors d'un match West Bromwich-West Ham, Anelka célèbre un but par une quenelle en hommage à l'humoriste antisémite Dieudonné, ce geste lui a valu un bannissement de cinq matches, et un renvoi de son club à la fin de la saison 2013-2014.
- Le 17 octobre 2014, lors du Championnat de France, le RC Lens reçoit le Paris Saint-Germain au Stade de France (le stade de Lens étant en pleine rénovation), l'international argentin Edinson Cavani marque un pénalty et se dirige vers les supporters de Lens pour fêter son but afin de les provoquer, l'arbitre de la rencontre Nicolas Rainville l'a ensuite exclu car son geste était provocateur.
- Lors de la Coupe du monde de football 2018 alors que la Suisses affrontent les Serbes, l'attaquant Xherdan Shaqiri, se dirige vers les supporters serbes pour aller fêter son but par le biais d'une Célébration de l'aigle (en) ou pro-Kosovo, un acte raciste envers  l'Albanie, le gardien de but Granit Xhaka à même participé à la célébration, le problème c'est que les deux footballeurs suisses ont également une originale kosovare, la FIFA à ainsi sanctionné les deux joueurs suisses à une amende de dix mille francs suisses pour Violation du fair-play et provocation à la haine raciale[19],[20],[21].

### Joueur blessés
- Certains footballeurs se sont légèrement blessés après avoir raté leur célébration, bien sûr, les joueurs se remettent de leur blessure, d'autres se fracturent les jambes et sont indisponibles pour plusieurs mois. Un seul cas de décès : en octobre 2014, Peter Biaksangzuala, joueur amateur indien effectue un saut périlleux qui se conclue par une mauvaise réception. Biaksangzuala succombera à ses blessures quatre jours après[22].

### Cas de non-célébration
De nombreux joueurs ont marqué un but mais ont refusé de le célébrer, cela arrive quand on est encore mené au score, on marque contre son ancien club ou volontairement.
- Gabriel Batistuta, en marquant pour la Roma contre la Fiorentina, a refusé de célébrer et a même fondu en larmes; Batistuta était le meilleur buteur de tous les temps de la Fiorentina et un symbole du club pendant longtemps avant de rejoindre la Roma.
- Hakan Yakin, joueur d'origine turque, a joué pour la Suisse, a refusé de célébrer le but, lorsqu'il a marqué contre la Turquie lors du Championnat d'Europe de football 2008.
- En 2012, le gardien d'Everton Tim Howard a marqué contre Bolton Wanderers. Bien qu'il ne soit devenu que le quatrième gardien de l'histoire de la Premier League à marquer un but, et bien qu'il ait été harcelé par ses coéquipiers, Howard a refusé de célébrer par respect pour le gardien de l'opposition Ádám Bogdán[23],[24],[25],[26].
- En 2013, le gardien de Stoke City Asmir Begović a marqué après seulement 13 secondes avec un long dégagement contre Southampton. En marquant à une distance de 97,5 mètres, cela lui a valu une place dans le Guinness World Records de 2015 pour le 'but le plus long marqué dans le football'[27]. Bien qu'il ne soit devenu que le cinquième gardien de l'histoire de la Premier League à marquer un but, Begović a refusé de célébrer par respect pour le gardien adverse Artur Boruc[28],[29].
- Lors de la phase de groupes de la Ligue des champions de l'UEFA 2016-2017, Cristiano Ronaldo n'a pas célébré son coup franc pour le Real Madrid contre le club d'enfance Sporting CP, déclarant "ils ont fait de moi qui je suis".
- En décembre 2017, lors de la phase de groupes de la Ligue des champions de l'UEFA 2017-2018, l'international colombien de l'AS Monaco Radamel Falcao a refusé de célébrer contre son club formateur du FC Porto, les supporters portugais ont applaudi le joueur colombien pour son geste.
- Le 6 juillet 2018, Lors du quart de finale de la Coupe du monde de football 2018, la France affrontait l'Uruguay, l'international français Antoine Griezmann a marqué contre l'Uruguay mais a refusé de célébrer son but car la plupart des coéquipiers de Griezmann dans lequel il évolue au club madrilène de l'Atlético sont uruguayens, victoire des français deux buts à zéro.
- Le 12 juin 2021, lors du match Danemark-Finlande, match du Championnat d'Europe de football 2020, l'international finlandais Joel Pohjanpalo a marqué mais a refusé de célébrer son but en hommage à l'international danois Christian Eriksen qui s'était effondré en fin de première période à cause d'un arrêt cardiaque.